# Olpe (distrito)
Olpe é um distrito (Kreis ou Landkreis) da Alemanha localizado na região administrativa (Regierungsbezirk) de Arnsberg, no estado da Renânia do Norte-Vestfália.

## Cidades e Municípios
Populações em 30 de junho de 2005:
| Cidades 1. Attendorn (24 775) 2. Drolshagen (12 381) 3. Lennestadt (27 901) 4. Olpe (25 628) | Municípios 1. Finnentrop (18 418) 2. Kirchhundem (13 026) 3. Wenden (19 926) |